# Castrillo de la Vega

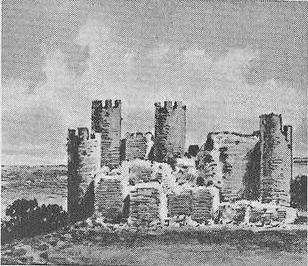
Torre del Monte (1860)

Castrillo de la Vega ist ein nordspanischer Ort und eine Gemeinde (municipio) mit 621 Einwohnern (Stand: 2024) im Süden der Provinz Burgos in der Autonomen Gemeinschaft Kastilien-León.

## Lage und Klima
Der Ort Castrillo de la Vega liegt auf der Südseite des Duero-Tals in einer Höhe von etwa 810 m. Die Stadt Burgos befindet sich knapp 90 km (Fahrtstrecke) nördlich; Aranda de Duero liegt gut 9 km östlich. Das Klima im Winter ist oft rau, im Sommer dagegen meist gemäßigt und warm; Regen (ca. 460 mm/Jahr) fällt überwiegend im Winterhalbjahr.

## Bevölkerungsentwicklung
| Jahr      | 1857 | 1900  | 1950  | 2000 | 2017 |
| Einwohner | 922  | 1.157 | 1.275 | 592  | 632  |

Die Reblauskrise sowie die Mechanisierung der Landwirtschaft und die Aufgabe bäuerlicher Kleinbetriebe führten seit Beginn des 20. Jahrhunderts zu einem Mangel an Arbeitsplätzen und in der Folge zu einer Abwanderung eines Großteils der Bevölkerung (Landflucht).

## Wirtschaft
In früheren Zeiten war Castrillo de la Vega ein sich weitgehend selbst versorgendes Bauerndorf im Duero-Tal; allerdings konnten die hier produzierten Weine über den Fluss bis nach Porto und von dort nach England und Nordeuropa verschifft werden. Der Ort gehört heute zum Weinbaugebiet Ribera del Duero.

## Geschichte
Aus keltischer, römischer, westgotischer und islamischer Zeit wurden bislang keine Zeugnisse gefunden. Im 8. und frühen 9. Jahrhundert befand sich die Gegend unter islamisch-maurischem Einfluss, doch wurde das Gebiet wegen des ungewohnt rauen und regnerischen Klimas von den Berbern weder dauerhaft besiedelt noch in höherem Maß verteidigt. Ende des 9. Jahrhunderts erhielt der kastilische Graf Diego Rodríguez Porcelos von König Alfons III. von Asturien den Auftrag zur Wiederbesiedlung (repoblación) des entvölkerten Landes. Von ca. 910 bis zum Ende des Kalifats von Córdoba (1031) bildete der Duero über weite Strecken die Grenze zwischen der christlichen Einflusssphäre im Norden und der islamischen im Süden. Um das Jahr 912 jedoch eroberte der kastilische Graf Fernán González das südlich des Duero gelegene Gebiet von Haza; es wurde in der Folge mit Burgen (castillos) befestigt.

## Sehenswürdigkeiten
- Einzige Sehenswürdigkeit des Ortes ist die im 17./18. Jahrhundert erbaute und dem Apostel Jakobus d. Ä. geweihte Iglesia de Santiago. Beachtenswert ist der dreigeteilte Glockengiebel (espadaña) mit der dahinter befindlichen Glockenstube. Das Kirchenschiff (nave) verfügt über ein Querhaus; die Vierung ist erhöht und von einem Sterngewölbe bedeckt. Im Hochaltar befindet sich eine Reiterfigur von Santiago Matamoros.

Umgebung
- Von der gut 4 km in nordöstlicher Richtung vom Ortszentrum entfernten und im Jahr 1860 noch gut sichtbaren Burgruine des Torre del Monte (oder Atalaya de Montecillo 41° 39′ 39″ N, 3° 44′ 14″ W) sind nur spärliche Reste erhalten.